# بوب ماسون
بوب ماسون (بالإنجليزية: Bob Mason)‏ هو ممثل بريطاني، ولد في 1952 في المملكة المتحدة، وتوفي بنفس المكان في 21 سبتمبر 2004.

## وصلات خارجية
- بوب ماسون على موقع IMDb (الإنجليزية)
- بوب ماسون على موقع قاعدة بيانات الفيلم (الإنجليزية)